# Divljak (1953.)
Divljak (eng. The Wild One) je odmetnički film ceste iz 1953. s  Marlonom Brandom u nezaboravnoj ulozi Johnnyja Stablera, vođe bande i mladog delikventa, odjevenog u kožnu jaknu na motoru Triumph Thunderbird 6T iz 1950. U filmu se pojavljuje i Lee Marvin, kao vođa suparničke bande. U ovom niskobudžetnom filmu Brando se pojavio kao "buntovnik bez razloga" dvije godine prije  Jamesa Deana u filmu Buntovnik bez razloga (1955.).
Divljak je temeljen na kratkoj priči, "The Cyclists Raid" Franka Rooneyja, koja je objavljena u siječnju 1951. u izdanju časopisa Harper's Magazine. Priča je poslije objavljena u formi knjige kao jedna iz serije u knjizi The Best American Short Stories 1952.
Iako Johnny u jednom trenutku zaprijeti Kathy kako bi mogao uništiti njihov kafić tako brzo da ne bi ni shvatili što im se dogodilo ako ga ne prestanu "bockati", bikeri su obično samo u potrazi za zabavom, te ne prijete drugima, iako je to viđeno u kasnijim filmovima o Hells Angelsima. Zanimljivo, Sonny Barger, osnivač Oakland Hells Angelsa, izjavio je kasnije kako se identificirao s Chinom te da je Johnnyja smatrao nasilnikom. Barger je kasnije na aukciji kupio majicu koju je Marvin nosio u filmu.

## Zabranjen u Velikoj Britaniji
Kako su ga smatrali skandaloznim i opasnim, Britanski odbor za filmsku cenzuru zabranio je prikazivanje filma u  Velikoj Britaniji četrnaest godina. Prvo prikazivanje filma, pred uglavnom rockerskom publikom, održano je u tada slavnom klubu 59 Club u Paddingtonu, London.
Rock grupa Black Rebel Motorcycle Club dobila je ime po Brandovoj bandi, iako jedan od bikera zove bandu "Black Rebels Motorcycle Club". 

## Glumačka postava
- Marlon Brando - Johnny Stabler i pripovjedač
- Mary Murphy - Kathy Bleeker
- Robert Keith - šerif Harry Bleeker
- Lee Marvin - Chino
- Jay C. Flippen - šerif Stew Singer
- Peggy Maley - Mildred
- Hugh Sanders - Charlie Thomas
- Ray Teal - ujak Frank Bleeker

## Vanjske poveznice
- Divljak u internetskoj bazi filmova IMDb-a
- Tim Dirks reviews The Wild One
- The Wild One Banned in UK